# A Very Trainor Christmas
A Very Trainor Christmas è il quarto album in studio (il primo natalizio) della cantante statunitense Meghan Trainor, pubblicato nel 2020.

## Tracce
1. My Kind of Present – 2:41 (Meghan Trainor, Justin Trainor, Ryan Trainor)
2. It's Beginning to Look a Lot Like Christmas – 2:08 (Meredith Willson)
3. I Believe in Santa – 2:38 (M. Trainor, J. Trainor, R. Trainor)
4. Last Christmas – 4:03 (George Michael)
5. Holidays (featuring Earth, Wind & Fire) – 2:45 (M. Trainor, Mike Sabath, Phillip Bailey, Eddie Benjamin, Verdine White, Ralph Johnson)
6. Christmas Party – 2:55 (M. Trainor, Ryan Met, J. Trainor, R. Trainor)
7. Winter Wonderland – 2:18 (Richard B. Smith)
8. White Christmas (featuring Seth MacFarlane) – 3:01 (Irving Berlin)
9. Holly Jolly Christmas (bonus track) – 1:45 (Johnny Marks)
10. Christmas Got Me Blue – 3:33 (M. Trainor, Met, J. Trainor)
11. Sleigh Ride – 3:48 (Leroy Anderson, Mitchell Parish)
12. My Only Wish – 4:02 (Brian Kierulf, Britney Spears, Josh Schwartz)
13. The Christmas Song – 3:35 (Robert Wells, Mel Tormé)
14. Rudolph the Red-Nosed Reindeer (featuring Jayden, Jenna, & Marcus Toney) – 2:30 (Marks)
15. Naughty List – 2:37 (M. Trainor, J. Trainor, R. Trainor)
16. Have Yourself a Merry Little Christmas (featuring Gary Trainor) – 3:48 (Hugh Martin, Ralph Blane)
17. I'll Be Home (bonus track) – 3:39 (M. Trainor)
18. Silent Night – 2:45 (Franz Xaver Gruber, Joseph Mohr)

## Classifiche
| Classifica (2020-21) | Posizione massima |
| -------------------- | ----------------- |
| Belgio (Fiandre)     | 71                |
| Canada               | 70                |
| Paesi Bassi          | 42                |
| Stati Uniti          | 89                |
| Svezia               | 42                |